# Lycée polyvalent Claude-Garamont
Vous pouvez aider à l'améliorer ou bien discuter des problèmes sur sa page de discussion.
- Il ne cite pas suffisamment ses sources. Vous pouvez indiquer les passages à sourcer avec {{référence nécessaire}} ou {{Référence souhaitée}}, et inclure les références utiles en les liant aux notes de bas de page. (Marqué depuis avril 2024)
- Certaines informations devraient être mieux reliées aux sources mentionnées dans la bibliographie ou les liens externes. Améliorez sa vérifiabilité en les associant par des références. (Marqué depuis avril 2024)
- Il ne s’appuie pas, ou pas assez, sur des sources secondaires ou tertiaires. (Marqué depuis avril 2024)

- Archive Wikiwix
- Bing
- Cairn
- DuckDuckGo
- E. Universalis
- Gallica
- Google
- G. Books
- G. News
- G. Scholar
- Persée
- Qwant
- (zh) Baidu
- (ru) Yandex
- (wd) trouver des œuvres sur Wikidata

Le lycée polyvalent Claude-Garamont est un établissement préparant aux métiers de la chaîne graphique (arts graphiques et industries graphiques). Situé à Colombes, dans les Hauts-de-Seine, c’est un des principaux établissements préparant à ce type de formation.

## Historique
Lycée depuis 1948, le bâtiment principal, dont la façade et l'escalier à double révolution sont classés, abritait auparavant une parfumerie (Kerkoff). Les différentes formations qui y furent dispensées ont été très diverses et c’est au début des années 1990 qu’il a été exclusivement spécialisé dans les arts et industries graphiques.
Les élèves y apprennent la communication graphique ou communication visuelle, le prépresse ou production graphique, l’impression ou production imprimée (offset ou numérique) et la finition (reliure, massicotage…).
Depuis 2009, le lycée est labellisé lycée des métiers.
Dans le hall d’entrée, une peinture murale, réalisée par des élèves et un professeur d’arts appliqués, représente Claude Garamont à la manière d’Andy Warhol. Elle cohabite avec une Linotype qui servit, notamment durant la Seconde Guerre mondiale, pour diffuser des tracts de la Résistance et une Monotype du début du siècle dernier.

## Les formations
- Bac Pro Communication Visuelle (AMA)
- Bac Pro Réalisation de Produits Imprimés et Plurimédia (RPIP)
  - Option Production Graphique
  - Option Production Imprimée
  - Option Façonnage Industriel et Routage
- BTS ERPC
- DNMade Graphisme

## Dans la culture
Le clip de la chanson Mme Pavoshko de Black M a été tourné au lycée polyvalent Claude-Garamont.